# Festival eksperimentalnog filma i videa 25 FPS
Festival eksperimentalnog filma i videa "25 FPS" se održava u Zagrebu.
Održava se od 2005. godine.
Festival 25 FPS organizira Udruga za audiovizualna istraživanja 25 FPS. Podržava ga Gradski ured za obrazovanje, kulturu i šport Grada Zagreba, Hrvatski audiovizualni centar, Ministarstvo kulture i Studentski centar. Festival se održava u rujnu,u Studentskom centru u Zagrebu, Savska 25. 25 fps označava broj sličica u sekundi (frames per second) prema europskom PAL sustavu (video), za razliku od filma koji ih ima 24, odnosno NTSC sustava koji ih ima 30.
Festival ima natjecateljski dio programa. Natjecatelji se natječu za Grand Prix, posebno priznanje (žiri kritike), nagradu Fujifilm i nagradu publike.

## Vanjske poveznice
- Službena stranica